# 埃忒耳
埃忒耳（Αἰθήρ / ，“上空”）在希腊神话中是“太空”的拟人化神，他代表了天堂。他是众神所呼吸的纯洁的天堂空气（一说是天堂的光线），不同于凡人所接触的空气（ἀήρ / ）。在赫西俄德的《神谱》中他是厄瑞玻斯和倪克斯的儿子，赫墨拉的兄弟。他们在西塞罗的《论神性》（De Natura deorum）也被提及。他是世界的灵魂，所有的生命从他而出。埃忒耳还被作为宙斯的保护墙而为人所知，他将塔耳塔罗斯（地狱）拦在宇宙之外。“以太”之名来源于他。

## 族谱
根据赫西俄德的《神谱》，这是希腊神祇的“标准”谱系，埃忒耳是厄瑞玻斯（Erebus）和倪克斯（Nyx）的后代，并且是赫墨拉（Hemera）的兄弟。然而，其他早期来源提供了不同的谱系。例如：
- 根据一个来源，厄瑞玻斯和尼克斯的结合产生了埃忒耳、厄洛斯（Eros）和墨提斯（Metis）（而不是埃忒耳和赫梅拉）。
- 另一个来源中，埃忒耳和倪克斯是厄洛斯的父母（在赫西俄德中，厄洛斯是继混沌、盖亚（大地）和塔尔塔罗斯之后出现的第四位神祇）。[3]
- 还有来源指出，乌拉诺斯（Uranus，天空）（在赫西俄德中是盖亚的儿子）是埃忒耳的儿子，并且“一切都源于”埃忒耳。[4]

在奥尔菲克宇宙论中，埃忒耳是克罗诺斯（Chronus，时间）的后代，克罗诺斯是最早的原始神，并且是混沌（Chaos）和厄瑞玻斯的兄弟。宇宙蛋被放置在或由埃忒耳中孵化出来，孵化出法涅斯（Phanes）或普罗多格诺斯（Protogonus），因此有时说埃忒耳是他的父亲。《奥尔菲克阿尔戈英雄传》（Orphic Argonautica）提供了一个从混沌和克罗诺斯开始的神谱，其中克罗诺斯产生了埃忒耳和厄洛斯。

在罗马神谱中，埃忒耳也发挥了重要作用。西塞罗（Cicero）提到，埃忒耳和死亡（Dies）是凯路斯（Caelus，天空）的父母，根据所谓的“神学家”，埃忒耳被认为是“三位朱庇特”（Jupiters）之一的父亲。根据许癸努斯（Hyginus）的（可能有些混乱的）谱系，埃忒耳和夜（Nox，夜）、死亡、厄瑞玻斯以及雾（Caligo）是混沌的后代；埃忒耳和死亡是特鲁斯（Terra）、凯路斯和海洋（Mare）的父母。此外，埃忒耳和特鲁斯的结合产生了以下神祇和存在：
- 痛苦（Pain）
- 欺骗（Deception）
- 愤怒（Anger）
- 哀悼（Mourning）
- 谎言（Lying）
- 誓言（Oath）
- 复仇（Vengeance）
- 放纵（Self-indulgence）
- 争吵（Quarreling）
- 遗忘（Forgetfulness）
- 懒惰（Sloth）
- 恐惧（Fear）
- 傲慢（Arrogance）
- 乱伦（Incest）
- 战斗（Fighting）
- 海洋（Ocean）
- 忒弥斯（Themis）
- 塔尔塔罗斯（Tartarus）
- 蓬托斯（Pontus）
- 提坦（Titans）：布里阿瑞斯（Briareus）、吉盖斯（Gyges）、斯特罗比斯（Steropes）、阿特拉斯（Atlas）、许珀里翁（Hyperion）和波鲁斯（Polus）、萨图尔努斯（Saturn）、奥普斯（Ops）、摩涅塔（Moneta）、狄俄涅（Dione）以及三位复仇女神（Alecto、Megaera、Tisiphone）。[11]